# 阮玉貞嫻
義田公主阮玉貞嫻（越南语：／；1827年6月14日—1902年7月28日），越南阮朝明命帝第二十六女，生母麗嬪阮氏翠竹。

## 生平
明命八年五月二十日（1827年6月14日），阮玉貞嫻在順化皇城出生。嗣德三年（1850年），公主24歲，下嫁布政使黃炯之子黃文稘。嗣德二十二年（1869年），嗣德帝封貞嫻為義田公主。成泰十四年六月二十四日（1902年7月28日），公主去世，享年七十六歲，諡美淑，葬於承天府香水縣居正總楊春社（今屬承天順化省香水市社）。